# Demîdivka, Trosteaneț
Demîdivka (în ucraineană Демидівка) este o comună în raionul Trosteaneț, regiunea Vinnița, Ucraina, formată numai din satul de reședință.

## Demografie
Componența lingvistică a satului Demîdivka
     Ucraineană (99,29%)
     Alte limbi (0,59%)
Conform recensământului din 2001, majoritatea populației satului Demîdivka era vorbitoare de ucraineană (99,29%), existând în minoritate și vorbitori de alte limbi.